# Laura Rus
Laura Rus és una davantera de futbol internacional per Romania des del 2007. Actualment juga a la WK-League sud-coreana amb el Icheon Daekyo.

## Trajectòria
| Temporades    | Club               | Títols             |
| ------------- | ------------------ | ------------------ |
| 04/05 - 06/07 | Pandurii Targu Jiu |                    |
| 07/08 - 10/11 | Sporting Huelva    |                    |
| 10/11 - 12/13 | Apollon Limassol   | 3 Lligues, 3 Copes |
| 13/14         | Fortuna Hjørring   | 1 Lliga            |
| 2014          | Suwon FMC          |                    |
| 2015 - act.   | Icheon Daekyo      |                    |